# Dungeons of Dredmor
Dungeons of Dredmor est un jeu vidéo indépendant appartenant au genre du rogue-like, publié le 13 juin 2011 par Gaslamp Games.
Trois DLC ont depuis ajouté du contenu au jeu.

## Système de jeu
Le joueur incarne un aventurier qui doit progresser au sein d'un donjon généré aléatoirement, qui devient de plus en plus hostile au fur et à mesure que l'on descend en profondeur. L'univers de jeu se présente sous forme d'un maillage de carrés sur lesquels se déplacent, au tour par tour, les ennemis et le joueur.
L'évolution du personnage suit les codes des jeux de rôle : le personnage a un certain nombre de caractéristiques et de compétences qui influent grandement sur l'efficacité de ses actions et qui peuvent évoluer au fur et à mesure qu'il engrange de l'expérience. Il peut également ramasser et utiliser une grande variété d'objets, que ce soient des consommables comme les potions ou différents équipements.
Lors d'une interview donnée pour le site internet RPGWatch, le graphiste du jeu, David Baumgart, a déclaré que le jeu différait des habituels rogue-likes sur plusieurs points, dont l'absence de mécanisme de faim et de soif ou d'alignement, et plus notablement sur un aspect visuel plus travaillé que les graphismes ASCII des classiques du genre .

## Développement
David Baumgart a expliqué que le jeu était basé sur un projet de rogue-like humoristique sur lequel Nicholas Vining travaillait depuis 2006.

## Réception
La critique a généralement apprécié le jeu, ce que reflètent les deux notes de 79/100 donné par les agrégateurs de notes Metacritic et GameRankings.
Alex Meer de Rock, Paper, Shotgun note que la complexité du jeu couplée avec l'importance de la composante aléatoire le rend imprévisible, voire souvent injuste. Cependant, il ajoute qu'une stratégie réfléchie et prudente améliore notablement les chances de succès et conclut en disant que Dungeon of Dredmor est un jeu fantastique que n’entachent que quelques mineurs défauts d'interface.
Jordan Baughman de GamesRadar+ fait remarquer que son ambiance humoristique le place à part des autres rogue-likes.
PC Gamer US a choisi Dungeons of Dredmor comme "Jeu indépendant de l'année" pour 2011.